# Pouy-Roquelaure
Pouy-Roquelaure é uma comuna francesa na região administrativa da Occitânia, no departamento de Gers. Estende-se por uma área de 11.04 km², e possui 121 habitantes, segundo o censo de 2018, com uma densidade de 11 hab/km².